# Emil Ritterling

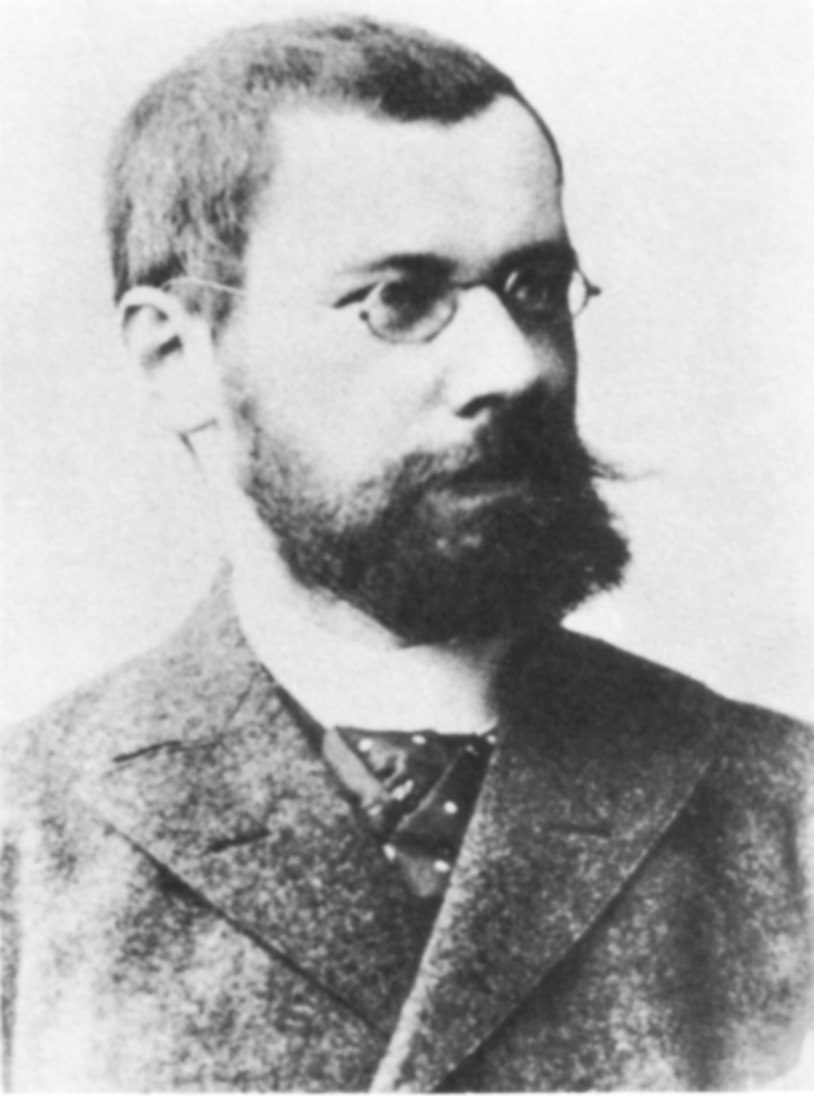
Emil Ritterling

Emil Ritterling (Leipzig, 20 december 1861 - Wiesbaden, 7 februari 1928) was een Duits oud-historicus die als "Privatgelehrter" (d.i. een academisch gevormd persoon die op eigen initiatief en kosten aan wetenschappelijk onderzoek doet) verscheidene belangrijke werken heeft geschreven over het Romeins leger.
Hij was sinds 1892 werkzaam als "Privatgelehrter" in Wiesbaden, waar hij van 1899 tot 1911 en van 1915 tot 1923 ook directeur van het daar gevestigde Landesmuseum was. In 1911 werd hij aangesteld als directeur van de Römisch-Germanischen Kommission in Frankfurt, wat hij zou blijven tot 1914. Tussen 1897 en 1912 zou hij ook de leiding hebben over opgravingen in opdracht van de Reichs-Limes-Kommission, waarbij het castellum Niederbieber werd opgegraven. Het artikel Legio dat hij in 1925 publiceerde in Real-Encyclopädie der classischen Altertumswissenschaft XII, is lange tijd hét vertrekpunt geweest voor het onderzoek naar Romeinse legioenen. Pas recentelijk zijn er nieuwe werken over deze verschenen die dit artikel aanvullen of verbeteren, hoewel het artikel in grote mate nog interessant is als vertrekpunt.